# Yves Dreyfus
Yves Dreyfus (Clermont-Ferrand, 1931. május 17. – Ceyrat, 2021. december 16.) világbajnok, olimpiai bronzérmes francia párbajtőrvívó.